# Шульц, Эгон
Э́гон Шульц (нем. Egon Schultz; 4 января 1943, Гросс-Естин — 5 октября 1964, Берлин) — немецкий пограничник, официальный герой ГДР. 
Служил унтер-офицером (звание примерно соответствует сержанту в России) пограничных войск ГДР на демаркационной линии, отделявшей Западный Берлин от ГДР, а до службы в армии работал учителем начальной школы в Путбусе на острове Рюген. По официальной версии, погиб от рук «беглеца из Республики» Кристиана Цобеля, пытавшегося проникнуть в Западный Берлин через незаконно прорытый туннель на Штрелицер-штрассе, 55. Позднее были опубликованы документы, согласно которым его застрелили по ошибке сослуживцы.
В ГДР был создан культ Эгона Шульца, в честь него был назван ряд объектов и улиц в разных городах, в том числе Высшая политехническая школа в Берлине. Штрелитцер-штрассе, где погиб Шульц, была переименована в Эгон-Шульц-штрассе.
После вхождения ГДР в состав ФРГ объектам, названным в честь Эгона Шульца, были возвращены прежние названия. В то же время общественность Хёнова, ныне в составе Хоппегартена, где был установлен мемориальный камень в его честь, выступила против сноса этого памятника. По этому поводу бургомистр города заявил: «Мы должны учиться жить с нашими памятниками». В 2004 году по инициативе бывших беженцев из ГДР на месте гибели Шульца в Берлине установлена мемориальная доска. Похоронен на Новом кладбище в Ростоке.